# Robert Silbereisen
Robert Silbereisen (* 4. Januar 1928 in Neuenbürg/Enz; † 6. Mai 2016 in Weingarten (Württemberg)) war ein deutscher Pflanzenbauwissenschaftler.

## Leben
Robert Silbereisen studierte Landwirtschaft an der Universität Hohenheim, wo er nach Diplom und wissenschaftlicher Mitarbeit am Institut für Obstbau 1960 promovierte. Von 1960 bis 1993 wirkte er – seit 1973 als Akademischer Oberrat – an der Versuchsstation für Obstbau in Ravensburg-Bavendorf mit den Arbeitsschwerpunkten Sortenkunde und Ökologie im Obstbau. In den 60er und 70er Jahren war er zusammen mit F. Weller maßgeblich an der ökologischen Standortkartierung für den Obstbau in Baden-Württemberg beteiligt. Er arbeitete beim Obstbau eng mit Walter Hartmann zusammen.

## Werke
- F. Weller und R. Silbereisen unter Mitwirkung von K. F. Schreiber und F. Winter (1978): Ökologische Standortseignungskarte für den Erwerbsobstbau in Baden-Württemberg 1:250 000, 32 S., 2 Karten. Hrsg.: Ministerium für Ernährung, Landwirtschaft und Umwelt Baden-Württemberg, Stuttgart.
- F. Weller und R. Silbereisen unter Mitwirkung von K. F. Schreiber und F. Winter (1978): Erläuterungen zur ökologischen Standorteignungskarte für den Erwerbsobstbau in Baden-Württemberg. Hrsg.: Ministerium für Ernährung, Landwirtschaft und Umwelt Baden-Württemberg, Stuttgart.
- Robert Silbereisen, Gerhard Götz, Walter Hartmann: Obstsortenatlas. 2. Auflage. Ulmer, Stuttgart 1996, ISBN 3-8001-5537-0